# ラテンアメリカ・カリブ海グループ
ラテンアメリカ及びカリブ海諸国グループ（ラテンアメリカおよびカリブかいしょこくグループ、英語: Group of Latin America and Caribbean Countries, GRULAC）、通称ラテンアメリカ・カリブ海グループ（英語: Latin American and Caribbean Group）は、国際連合における地域グループの一つであり、中央アメリカと南アメリカの33か国からなる。全国連加盟国の17%を占める。
このグループは、他の地域グループと同様、地域的・国際的な問題に関するテーマを議論する、拘束力のない対話グループである。また、この地域の候補者を指名することで、国連機関の議席配分を支援している。

## 加盟国

ラテンアメリカ・カリブ海グループの加盟国

ラテンアメリカ・カリブ海グループの加盟国は以下の通りである。
- アンティグア・バーブーダ
- アルゼンチン
- バハマ
- バルバドス
- ベリーズ
- ボリビア多民族国
- ブラジル
- チリ
- コロンビア
- コスタリカ
- キューバ
- ドミニカ国
- ドミニカ共和国
- エクアドル
- エルサルバドル
- グレナダ
- グアテマラ
- ガイアナ
- ハイチ
- ホンジュラス
- ジャマイカ
- メキシコ
- ニカラグア
- パナマ
- パラグアイ
- ペルー
- セントルシア
- セントクリストファー・ネイビス
- セントビンセント・グレナディーン
- スリナム
- トリニダード・トバゴ
- ウルグアイ
- ベネズエラ・ボリバル共和国

## 代表

### 安全保障理事会
ラテンアメリカ・カリブ海グループは、安全保障理事会に非常任2議席を保有している。ラテンアメリカ・カリブ海グループの現在の安保理理事国は以下の通りである。
| 国         | 任期                          |
| ---------- | ----------------------------- |
| エクアドル | 2023年1月1日 – 2024年12月31日 |
| ガイアナ   | 2024年1月1日 – 2025年12月31日 |

### 経済社会理事会
ラテンアメリカ・カリブ海グループは、経済社会理事会に10の議席を保有している。ラテンアメリカ・カリブ海グループの現在の経社理理事国は以下の通りである。
| 国         | 任期                          |
| ---------- | ----------------------------- |
| ベリーズ   | 2022年1月1日 – 2024年12月31日 |
| チリ       | 2022年1月1日 – 2024年12月31日 |
| ペルー     | 2022年1月1日 – 2024年12月31日 |
| ブラジル   | 2023年1月1日 – 2025年12月31日 |
| コロンビア | 2023年1月1日 – 2025年12月31日 |
| コスタリカ | 2023年1月1日 – 2025年12月31日 |
| ハイチ     | 2024年1月1日 – 2026年12月31日 |
| パラグアイ | 2024年1月1日 – 2026年12月31日 |
| スリナム   | 2024年1月1日 – 2026年12月31日 |
| ウルグアイ | 2024年1月1日 – 2026年12月31日 |

### 人権理事会
ラテンアメリカ・カリブ海グループは、人権理事会に8の議席を保有している。ラテンアメリカ・カリブ海グループの現在の人権理事会理事国は以下の通りである。
| 国             | 任期                          |
| -------------- | ----------------------------- |
| アルゼンチン   | 2022年1月1日 – 2024年12月31日 |
| ホンジュラス   | 2022年1月1日 – 2024年12月31日 |
| パラグアイ     | 2022年1月1日 – 2024年12月31日 |
| チリ           | 2023年1月1日 – 2025年12月31日 |
| コスタリカ     | 2023年1月1日 – 2025年12月31日 |
| ブラジル       | 2021年1月1日 – 2023年12月31日 |
| キューバ       | 2021年1月1日 – 2023年12月31日 |
| ドミニカ共和国 | 2021年1月1日 – 2023年12月31日 |

### 総会議長
5年に1度、西暦の下一桁が3か8の年には、国連総会議長はラテンアメリカ・カリブ海グループから選出される。
ラテンアメリカ・カリブ海グループが発足した1964年以降の、ラテンアメリカ・カリブ海グループから選出された総会議長は以下の通りである
| 選出年 | 会期 | 氏名                             | 出身国                   | 備考                             |
| ------ | ---- | -------------------------------- | ------------------------ | -------------------------------- |
| 1968   | 23   | エミリオ・アレナレス・カタラン   | グアテマラ               |                                  |
| 1973   | 28   | レオポルド・ベニテス             | エクアドル               | 第6回特別総会議長も務める。      |
| 1978   | 33   | インダレシオ・ライヴァノ         | コロンビア               |                                  |
| 1983   | 38   | ジョージ・イルーシア             | パナマ                   |                                  |
| 1988   | 43   | ダンテ・カプト                   | アルゼンチン             |                                  |
| 1993   | 48   | ルディ・インサナリ               | ガイアナ                 |                                  |
| 1998   | 53   | ディディエル・オペルティ         | ウルグアイ               | 第10回緊急特別総会議長も務める。 |
| 2003   | 58   | ジュリアン・フント               | セントルシア             |                                  |
| 2008   | 63   | ミゲル・デスコト・ブロックマン   | ニカラグア               |                                  |
| 2013   | 68   | ジョン・ウィリアム・アッシュ     | アンティグア・バーブーダ |                                  |
| 2018   | 73   | マリア・フェルナンダ・エスピノサ | エクアドル               |                                  |
| 2023   | 78   | デニス・フランシス               | トリニダード・トバゴ     |                                  |
| 予定   |      |                                  |                          |                                  |
| 2028   | 83   | TBD                              | TBD                      |                                  |
| 2033   | 88   | TBD                              | TBD                      |                                  |

## 加盟国数の変化のタイムライン
| 年           | 加盟国数 | 出来事 |
| ------------ | -------- | --- |
| 1966-1973    | 24       | アルゼンチン、バルバドス、ブラジル、チリ、コロンビア、コスタリカ、キューバ、ドミニカ共和国、エクアドル、エルサルバドル、グアテマラ、ガイアナ、ハイチ、ホンジュラス、ジャマイカ、メキシコ、ニカラグア、パナマ、パラグアイ、ペルー、トリニダード・トバゴ、ウルグアイ、ベネズエラでGRULACを結成 |
| 1973-1974    | 25       | バハマが国連に加盟 |
| 1974-1975    | 26       | グレナダが国連に加盟 |
| 1975-1978    | 27       | スリナムが国連に加盟 |
| 1978-1979    | 28       | ドミニカ国が国連に加盟 |
| 1979-1980    | 29       | セントルシアが国連に加盟 |
| 1980-1981    | 30       | セントビンセント・グレナディーンが国連に加盟 |
| 1981-1983    | 32       | アンティグア・バーブーダ、ベリーズが国連に加盟 |
| 1983-Present | 33       | セントクリストファー・ネイビスが国連に加盟 |